# نظرية التعلم الإلكتروني
تصف نظرية التعلم الإلكتروني (بالإنجليزية: E-learning theory) مبادئ العلوم المعرفية للتعلم الفعال باستخدام الوسائط المتعددة باستخدام تكنولوجيا التعليم الإلكترونية.